# علشان ماليش غيرك (مسلسل)
مسلسل علشان ماليش غيرك دراما مصرية مسلسل رمضاني عام 2009 للمخرج رضوان شاهين والكاتب: عاطف البكرى.

## قصة
مسلسل اجتماعي يحكي عن «منيرة» كانت تعيش كملكة بحب زوجها وابنها وابنتها وكان زوجها من أغنى أغنياء البلدة وفجأة كل شيء إنقلب رأساً على عقب. أبطال المسلسل: إلهام شاهين، رياض الخولي، أحمد عزمي، ريهام عبد الغفور، ميرنا المهندس، أحمد صفوت.